# Liste der Brunnenanlagen im Berliner Bezirk Mitte

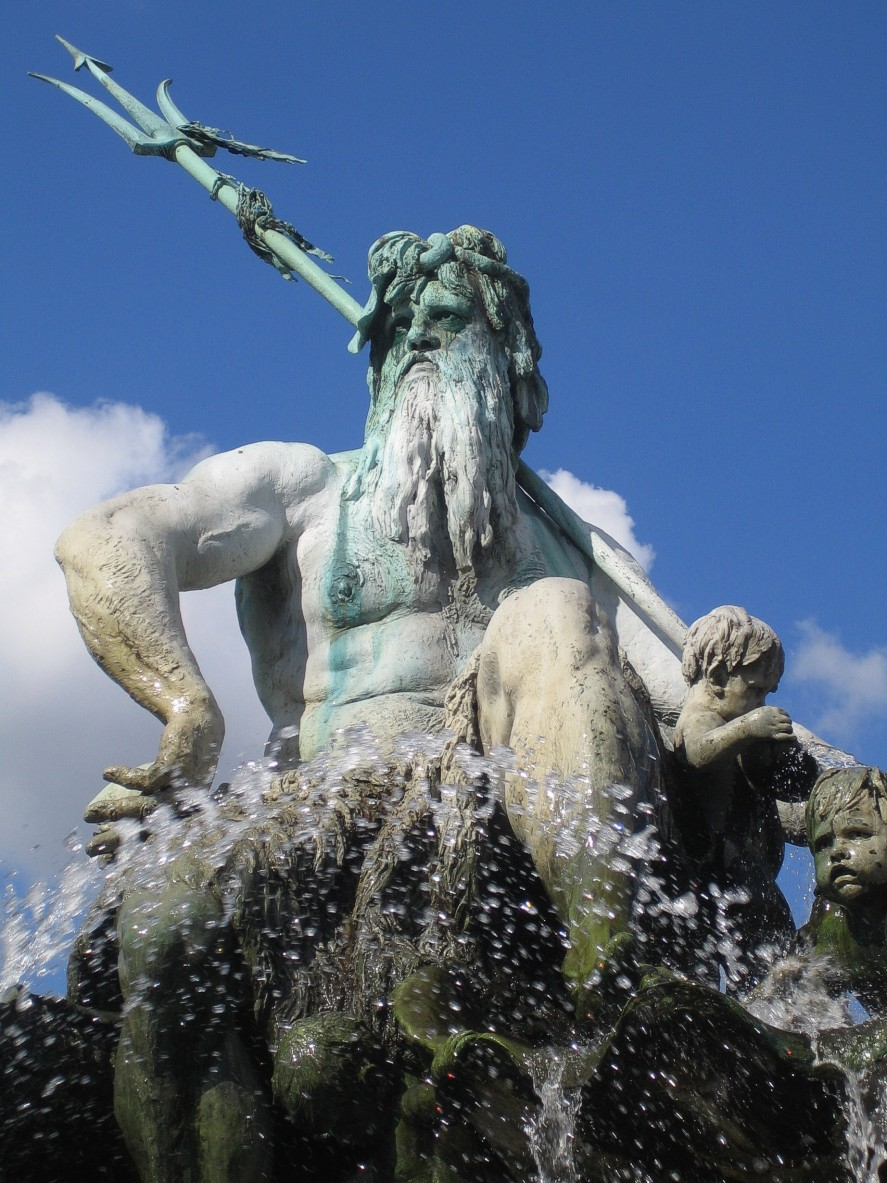
Gott Neptun auf dem gleichnamigen Brunnen

Die Liste der Brunnenanlagen im Berliner Bezirk Mitte ist eine Übersicht der aktuell (Stand: 9. September 2017) existierenden 87 Springbrunnen, Wasserschmuckanlagen und öffentlichen Planschen in allen Ortsteilen des Zentrumbezirks. Nicht aufgenommen sind gestaltete Wasserbecken, in denen es keinerlei bewegtes Wasser gibt.
Gerade im historischen Stadtkern Berlins sahen es die Gemeindebehörden im Zusammenhang mit der umfangreichen Bautätigkeit frühzeitig als notwendig an, auf die künstlerische Ausgestaltung der öffentlichen Plätze und Anlagen Einfluss zu nehmen. Nach ersten vereinzelten Aktivitäten zur Pflege vorhandener Kunstwerke (vor allem Denkmale) kam es am 13. November 1893 zur Gründung einer „Städtischen Deputation für Kunstzwecke“, bestehend aus fünf Magistratsmitgliedern und zehn Stadtverordneten. Diese Kunstkommission erhielt einen jährlichen Kunstfonds, der anfangs 100.000 Mark betrug (kaufkraftbereinigt in heutiger Währung: rund 842.000 Euro). So konnten Wettbewerbe initiiert, Jurys finanziert und Aufträge vergeben oder Kunstwerke angekauft werden. Im Ergebnis verfügte Berlin bis in die 1930er Jahre unter anderem über fast 100 Schmuckanlagen, meist Grünplätze mit Blumen, Springbrunnen, Denkmälern sowie kleinen Zweckbauten.
Laut Darstellung des Senats verfügt Berlin insgesamt über 270 Schmuckbrunnen und Seefontänen, deren Wartung ab 2017 von den Berliner Wasserbetrieben übernommen wird.
Der zweite Teil der Auflistung enthält die nicht mehr vorhandenen Brunnen und Wasserspiele im Bezirk Mitte.

## Brunnen in Berlins Mitte
Die Liste ist nach den Ortsteilen vorsortiert, gefolgt von den Namen der Brunnen (alphabetisch) kann jedoch auch nach Straßen/Standort, den Künstlern oder dem Jahr der Inbetriebnahme individuell sortiert werden.
Erläuterungen
- Die Abkürzungen für die Ortsteile bedeuten:

Gb = Berlin-Gesundbrunnen, Ha = Berlin-Hansaviertel, Mi = Berlin-Mitte, Mo = Berlin-Moabit, Tg = Berlin-Tiergarten, We = Berlin-Wedding
- Kursiv geschrieben sind die Brunnennamen, wie vom Künstler vergeben, die übrigen sind eine beschreibende (nicht amtliche) Namensgebung.
- Sind mehrere Künstler an den Entwürfen beteiligt gewesen, so kann nur nach dem zuerst Genannten sortiert werden.

| Ortsteil | Name des Brunnens                                                  | Adresse Lage                                                                                  | Entwurf (Künstler) | Baujahr/Einweihung                                       | Bild und Kurzdarstellung |
| -------- | ------------------------------------------------------------------ | --------------------------------------------------------------------------------------------- | --- | -------------------------------------------------------- | --- |
| Gb       | Biberbrunnen                                                       | Rosengarten im Humboldthain Lage                                                              | Max Rose | 1965                                                     | Nach der Fertigstellung des Auftragswerks wurde der Brunnen zuerst im Volkspark Rehberge aufgestellt. Hier erfuhr er mehrfache Beschädigungen, sodass das damalige Bezirksamt Wedding den Schmuckbrunnen restaurieren und im Jahr 1980 in den Humboldthain versetzen ließ. Ein aus Kalkstein gearbeiteter Biber, 80 cm hoch, steht auf fast rechteckigen Sockel aus ebensolchem Material. Aus dem Sockel unter den Vorderpfoten des Tiers strömt Wasser in ein rundes, ins Erdreich eingelassene spiralförmige Becken, das 2,60 m im Durchmesser misst. Die in Ringen ausgeführte Brunnenschale besteht aus Granitmosaik. |
| Gb       | Brunnella                                                          | Brunnenstraße 74, neben dem Restaurant „Hirsch und Hase“, ehemals „Volta“ Lage                | Paul Pfarr 1966/1967 | 1982                                                     | Das Quartiersmanagement Brunnenviertel und der Besitzer und Betreiber zweier Brunnenanlagen, die DeGeWo, haben aus eingereichten Namensvorschlägen für die Schmuckbrunnen die Namen Brunnella und Brunno ausgewählt. Der Brunnen besteht aus einer senkrecht aufragenden Steinsäule, die mit einem rechteckigen geformten Kupferdach versehen ist. Aus der ‚Traufe‘ rieselt allseits Wasser in ein unter Straßenniveau angelegtes rechteckiges Becken. Der Entwurf stammt von Paul Pfarr 1966/1967, Ausführung 1982, Mitarbeit: Dirk Eversberg |
| Gb       | Brunnen auf dem Brunnenhof                                         | Fordoner Straße / Heubuder Straße / Koloniestraße / Stockholmer Straße                        | Rudolf Maté | 1930                                                     | [ 5 ] |
| Gb       | Brunnenschale mit Fontäne am Brunnenplatz                          | Brunnenplatz Lage                                                                             | Miachael Hennemann | 1987                                                     | In einem ebenerdigen runden Becken aus Granit, Durchmesser 13 m, sprudelt eine mehrstrahlige Fontäne bis zu 6 m hoch. Die Düse befindet sich in einem kleinen steinernen Sockel von einem Meter Durchmesser. |
| Gb       | Brunno                                                             | Brunnenstraße 64 Lage                                                                         | unbekannt | 2003                                                     | Brunno erhielt seinen Namen als Pendant zu Brunnella. Das Wasserkunstwerk besteht aus zwei achteckigen niedrigen Brunnenbecken (eines mit gleich langen Seiten und eines mit ungleich langen Seiten, die eher einem langen Rechteck ähneln). Aus an den Ecken der Becken jeweils leicht zum Zentrum hin abgeknickten niedrigen Kupferrohren sprühen Wasserstrahlen gegen eine bzw. zwei im Becken platzierte ebenfalls achteckige senkrechte Steinsäulen. Betreiber ist die genannte Wohnungsgesellschaft. Die Brunnenbecken sind mit Kleinpflaster ausgelegt. |
| Gb       | Historische Pumpe                                                  | Badstraße Ecke Buttmannstraße Lage                                                            | Otto Stahn | 1892                                                     | Eine im Berliner Volksmund salopp als „Plumpe“ bezeichnete Handschwengelpumpe steht restauriert in der Badstraße. Die offizielle Bezeichnung lautet Öffentlicher Straßenbrunnen mit Tränkstein. Die Ende des 19. Jahrhunderts im damaligen Berliner Stadtraum aufgestellten Pumpen wurden aus Eisen in der Gießerei Lauchhammer hergestellt, daher auch Lauchhammer-Pumpen genannt. Sie sind mit Ornamenten und Tierdarstellungen reich verziert. Dieses Werk steht unter Denkmalschutz. |
| Gb       | Historische Pumpe                                                  | Volkspark Humboldthain                                                                        | Otto Stahn | um 1892                                                  | Eine weitere „Plumpe“ befindet sich im Volkspark Humboldthain. Sie gehört zu den Lauchhammer-Pumpen, mit Ornamenten und Tierdarstellungen geschmückt. Sie wurde 1978 an ihrem jetzigen Standort installiert und ist denkmalgeschützt. |
| Gb       | Historische Pumpe                                                  | Putbusser Straße Lage                                                                         | Otto Stahn | um 1892                                                  | In der Putbusser Straße steht vor dem Grundstück eine weitere Lauchhammer-Pumpe, mit Ornamenten und Tierdarstellungen geschmückt. Sie wurde 1978 an ihrem jetzigen Standort installiert und ist denkmalgeschützt. |
| Gb       | Nilpferdbrunnen                                                    | Vinetaplatz Lage                                                                              | Hans-Peter Flechner | 1983                                                     | An einem viereckigen gemauerten und verklinkerten Becken ist seitlich der etwa 50 Zentimeter hohe Kopf eines aus Sandstein gearbeiteten Flusspferdes angebracht. Aus seinem Maul strömt Wasser in das Becken, das ein höheres aus gleichem Material bestehendes Pflanzbecken tangiert. Auf einem Teil des Wasserbeckenrandes sind Holzroste als Sitzgelegenheit montiert. Länge und Breite des Beckens: 4 m × 4 m, Höhe des Beckenrandes: 45 cm/85 cm, Breite des Beckenrandes: 40 cm, der Beckenboden besteht aus Granitplatten und Kleinsteinpflaster. |
| Gb       | Schwellenbrunnen                                                   | Vinetaplatz Lage                                                                              | Hans-Peter Flechner | 1982                                                     | Drei versetzt angeordnete unterschiedlich große rechteckige Becken (5,30 m × 4,20 m; 4,20 m × 1,60 m; 8,60 m × 1,80 m) sind durch schmale Gehwegbereiche voneinander getrennt. Die Beckenwände sind 40 cm hoch und 35 cm dick, sodass die Ränder Sitzgelegenheiten bieten. Das Wasser strömt über unregelmäßig lose in die Becken gelegte grob behauene Granitschwellen und bildet eine ruhige Wasseroase. Die Böden der Wasserbecken bestehen aus Pflastersteinen, die Beckenränder sind mit Klinkern verkleidet. |
| Gb       | Springbrunnen                                                      | Heidebrinker Straße, in der Gartenstadt Atlantic Lage                                         | Rudolf Fränkel (Architekt) | um 1925                                                  | Aus einem ebenerdigen runden Wasserbecken sprudelt eine Zentralfontäne. Die Anlage liegt inmitten einer kleinen Grünfläche und wird von zwei halbrunden langen Sitzbänken umgeben. Der Springbrunnen entstand wahrscheinlich zeitgleich mit dem Bau der Wohnsiedlung. Er wurde in den 2000er Jahren zusammen mit den Wohngebäuden saniert. |
| Gb       | Trinkwasserbrunnen, Typ 2                                          | Vinetaplatz Lage                                                                              | Berliner Wasserbetriebe | 2017                                                     | Die Neuaufstellung kostenloser Trinkwasserbrunnen auf öffentlichen Straßen und Plätzen in Berlin ist eine zeittypische Entwicklung. Die zuletzt 2016/2017 installierten Anlagen gehen auf ein Sponsoring der Wasserbetriebe mit den Organisatoren des Massenlaufs Brunnen Run zurück: registrierte Läufer sorgten mit ihren zurückgelegten Kilometern symbolisch für die Bezahlung der Brunnenaktion. Insgesamt erhielt Berlin durch den Lauf des Jahres 2016 vier neue Trinkwasserbrunnen, davon zwei im Ortsteil Gesundbrunnen. |
| Gb       | Trinkwasserbrunnen, Typ 1                                          | Badstraße Ecke Prinzenallee Lage                                                              | Berliner Wasserbetriebe | 2014                                                     | Der gern genutzte Trinkbrunnen steht am Eingang zur U-Bahn-Station Pankstraße. |
| Gb       | Trinkwasserbrunnen, Typ 2                                          | Bahnhof Berlin-Gesundbrunnen, Badstraße Ecke Behmstraße Lage                                  | Berliner Wasserbetriebe | 2017                                                     | Auf der Grundlage eines Sponsorings zwischen den Wasserbetrieben und den Organisatoren des Massenlaufs Brunnen Run aufgestellt. |
| Gb       | Wasserbrunnen                                                      | Volkspark Humboldthain Lage                                                                   | unbekannt | unbekannt                                                | Aus Kleinpflastersteinen wurde ein kompakter runder Hügel von etwa 40 cm Höhe und (geschätzt) rund 2 m Durchmesser geformt. Aus der Mitte, in der eine Düse von drei Natursteinen umgeben ist, strömt Wasser nach allen Seiten über das Hügelchen ab. Zwecks Ablauf ist der Wasserbrunnen mit einer flachen Rinne, ebenfalls aus Kleinpflaster, ringförmig umgeben. Diese eher unauffällige Brunnenanlage (nicht in der Datei der Senatsverwaltung geführt) dient den Vögeln und Kleintieren im Park auch gern als Tränke. |
| Ha       | Lehrflug                                                           | Lessingstraße 5 An der Hansa-Grundschule Lage                                                 | Otto Douglas Douglas-Hill | 1958                                                     | An einem sichelförmigen Wasserbecken erheben sich eine größere und eine kleinere Figur, die an Delphine erinnern. Die Figuren bestehen aus gebrannter Keramik, einem von Douglas-Hill häufig verwendeten Material. |
| Ha       | Schifferbrunnen                                                    | Spreeufer nördlich der Hansabrücke Lage                                                       | Hermann Hosaeus | 1914                                                     | In einer mehreckigen annähernd runden flachen Brunnenschale befindet sich eine Steinsäule von etwa einem Meter Höhe. Darauf ist ein singender Schiffer mit Ziehharmonika und in zeittypischer Kleidung modelliert, der auf einem Poller sitzt. Die Brunnenskulptur aus Sandstein nimmt Bezug auf das Leben der Schiffer, die früher auf der Spree gearbeitet haben und die Transportaufgaben für die Großstadt bewältigten. Der Brunnen ist als Kulturdenkmal gelistet Allerdings entströmt ihm kein Wasser mehr, das Becken ist bepflanzt. |
| Mi       | Agathabrunnen                                                      | Große Hamburger Straße 5–11, Hof des St. Hedwig-Krankenhauses Lage                            | Jens-Hagen Engelhardt | 1996                                                     | Der Brunnen steht an einer Stelle, an der sich von 1890 bis 1905 bereits ein Brunnen befand. Der Brunnen im maurischen Stil wurde auf dem vorderen Hof des Krankenhauses am 14. September 1996 zur 150-Jahr-Feier des Krankenhauses von Erzbischof Georg Kardinal Sterzinsky eingeweiht. Auf einem Sockel von etwa 3 m Durchmesser steht eine Schale, die nach vier Seiten Wasser spendet. Auf der Schale steht eine Statue der Agatha von Catania. Im Innenhof befindet sich außerdem ein Sprudelbrunnen aus Bronze. |
| Mi       | Bärenbrunnen                                                       | Werderscher Markt Lage                                                                        | Hugo Lederer | 1928, 1958 nach alten Plänen neu geschaffen              | Auf einem achteckigen 70 cm hohen Podest ist eine Bärin mit ihren Jungen dargestellt. Die Anlage steht vor der Friedrichswerderschen Kirche. Sie ist aus rotem Lavatuffstein gearbeitet. Der Brunnen wurde von Walter Sutkowski im Auftrag des Ost-Berliner Magistrats 1958 neu gefertigt, da das Original durch Kampfhandlungen am Ende des Zweiten Weltkriegs zerstört worden war. |
| Mi       | Brunnen auf dem Brunnenhof (Hof IV)                                | Hackesche Höfe, Rosenthaler Straße Lage                                                       | unbekannt | unbekannt                                                | In einem kleinen runden leicht ausgeformten Granitbecken sprudelt eine Mittelfontäne. Die Anlage befindet sich im Schatten eines auffällig schräg gewachsenen Eschen-Ahorns. |
| Mi       | Brunnen auf dem Campus Charité Mitte                               | Virchowweg auf dem Charité-Gelände Lage                                                       | unbekannt | unbekannt                                                | Auf dem Platz zwischen dem Max-Planck-Institut für Infektionsbiologie und dem CharitéCrossOver-Gebäude befindet sich eine Ruhezone mit Beeten und Brunnen. In einem runden, rund 5 m messenden Becken sind Natursteine angeordnet, aus dem eine Fontäne sprudelt. |
| Mi       | Brunnen auf dem Schinkelplatz                                      | Schinkelplatz Lage                                                                            | Hans StarckeHans Starcke (Akanthusmotiv) | 2008                                                     | Im Zentrum einer kreisrunden Schale (grau gestrichener Beton, 50 cm hoch, 40 cm breit, der Rand ist mit rötlichem schwedischem Granit belegt) ist ein Akanthuskranz installiert, aus dem Fontänen aufsteigen können. Die Höhe des Wasserstrahls kann windabhängig gesteuert werden. Ein kleines Rasenrondell wird von einer niedrigen gusseisernen Umzäunung begrenzt. Der im Jahr 2008 neu geschaffene Brunnen orientiert sich an seinem historischen Vorbild, das um 1885 vor der Bauakademie aufgestellt worden war. |
| Mi       | Brunnen der Völkerfreundschaft                                     | Alexanderplatz Lage                                                                           | Walter Womacka, Ausführung Kunstschmiede Hans-Joachim-Kunsch | Nov. 1970                                                | Das Becken hat einen Durchmesser von 23 m, die aus getriebenem Kupfer gearbeitete zentrale Wasserspirale ist 6,20 m hoch. Das Becken ist mit Glaskristallen, farbiger Emaille und bunten Fliesen verziert; die gesamte Brunnenanlage steht unter Denkmalschutz. |
| Mi       | Brunnen im Kolonnadenhof der Alten Nationalgalerie                 | Museumsinsel, vor der Alten Nationalgalerie Lage                                              | Eduard Neide | 1880                                                     | Der zentral vor der Treppe der Alten Nationalgalerie gelegene Brunnen besitzt ein vierpassförmiges Sandsteinbecken von rund 10 m Durchmesser, in dessen Mitte eine Fontäne sprudelt. Der Brunnen entstand in dieser Form bereits in den 1880er Jahren durch Eduard Neide (1818–1883), einem Schüler von Peter Joseph Lenné, der auch die Grünflächen des Kolonnadenhofs plante. Der Kolonnadenhof wurde zur Eröffnung des rekonstruierten Hauses im Oktober 2009 wieder hergestellt. Der Brunnen ist Bestandteil des Gartendenkmals Gartenanlage vor der Nationalgalerie. |
| Mi       | Brunnen vor dem Haupttelegrafenamt                                 | Monbijoustraße Lage                                                                           | unbekannt | 2022                                                     | Das achteckige Becken hat einen Durchmesser von 4 m und eine Höhe von ca. 80 cm. In der Mitte steht eine Säule mit vier eisernen Speiern. Der Brunnen steht als Blickfang vor dem ehemaligen Telegrafenamt, das nun ein Hotel ist und zum Forum an der Museumsinsel gehört. |
| Mi       | Brunnen in der Staatsbibliothek                                    | Unter den Linden 8 Lage                                                                       | Ernst von Ihne (Architekt des gesamten Baukomplexes) | 1914                                                     | Im Ehrenhof aufgestellter steinerner Springbrunnen in einem runden Becken (etwa zehn Meter Durchmesser). |
| Mi       | Brunnen im Alten Stadthaus                                         | Klosterstraße 47 Lage                                                                         | Ignatius Taschner | 1911                                                     | Der Brunnen im Vestibül des Alten Stadthauses ging 1945 verloren und wurde bei der Sanierung des Gebäudes Mitte der 1990er Jahre rekonstruiert. Der Marmorbrunnen aus Rosso Verona mit der Figur des „Fischbuberl“ besteht aus vier Teilen. Das monolithische Wasserbecken hat ein Gesamtgewicht von mehr als zwei Tonnen. |
| Mi       | Brunnen im Bundesministerium für Wirtschaft und Energie            | Scharnhorststraße 34–37 Lage                                                                  | Annette Sauermann | 2000                                                     | Im Zuge des Umbaus der ehemaligen Kaiser-Wilhelms-Akademie entstand im Jahr 2000 im Goerckehof der als Lichtskulptur realisierte Brunnen der Essener Künstlerin Annette Sauermann. Ein Becken von rund 10 m Durchmesser ist in zwei ineinanderliegende Spiralen unterteilt, in denen das Wasser gegenläufig das Zentrum umfließt. Am Abend ist das Wasser von blauen Leuchtstoffröhren erleuchtet. |
| Mi       | Brunnen im Bundesministerium für Wirtschaft und Energie            | Scharnhorststraße 34–37 Lage                                                                  | Reinhold Felderhoff | 1910                                                     | An der Invalidenstraße Ecke Scharnhorststraße befindet sich der in die Häuserfront integrierte Brunnen mit der Darstellung antiker Figuren und zwei übereinander liegenden Brunnenbecken. |
| Mi       | Brunnen im Bundesministerium für Wirtschaft und Energie            | Scharnhorststraße 34–37 Lage                                                                  | Knippschild & Simons | 2000                                                     | Der sogenannte Kanonenhof mit dem historischen Brunnen wurde bei der Neugestaltung der Gartenanlage durch die Gartenarchitekten Knippschild & Simons wieder hergestellt. Die Planung geht auf den 1822 gärtnerisch gestalteten Innenhof zurück, dessen Entwurf dem Gartenarchitekten Peter Joseph Lenné zugeschrieben wird. Der Brunnen hat eine im Boden eingelassene Schale von ungefähr 7 m Durchmesser, in deren Mitte aus einem Steinhaufen eine ca. 1,50 m hohe Fontäne sprudelt. |
| Mi       | Buttbrunnen auch Scholle auf dem Trockenen                         | Museumsinsel, westlich des Alten Museums Lage                                                 | Robert Schirmer | 1916                                                     | Dicht neben der Eisernen Brücke führt eine Treppe zu einer kleinen Ruheoase. Hier fällt dem Besucher ein Wandbrunnen auf, der als Scholle aus Kalkstein gearbeitet an der Brückenwand befestigt ist. Aus dem geöffneten Maul des Fisches (Breite und Höhe 70 cm × 1 m) läuft ein feiner Wasserstrahl heraus. Das 3,20 m breite, 1,70 m hohe und 77 cm tiefe Brunnenbecken ist mit Blumenornamenten geschmückt. |
| Mi       | Fontes e sequestros (dt: Quellen und Entführungen)                 | Linienstraße 155, Innenhof Lage                                                               | Renata Lucas | 2015                                                     | Nachempfundene Strukturen von drei Berliner Brunnen aus unterschiedlichen architektonischen Epochen bilden ein neues abstraktes Kunstwerk. Die brasilianische Künstlerin bezieht sich auf den Tritonbrunnen (Großer Tiergarten, 1888), den Eva-Brunnen (Alt-Tempelhof, 1927) und den Tanz der Jugend (Marzahn, Pekrunstraße, 1984) |
| Mi       | Geldzählerbrunnen                                                  | Pappelplatz Lage                                                                              | Ernst Wenck | 1912                                                     | In einem achteckigen Brunnenbecken befindet sich ein höher angelegtes abgerundetes Becken. In ihm kniet auf einem viereckigen Brunnenpfeiler ein nackter Athlet in Geldzählerpose. Der Brunnen wurde im Jahr 2006 umfassend saniert. Das Becken aus Muschelkalk hat einen Durchmesser von 2,55 m und Seitenlängen von 1,26 m. Der Brunnenstock ist 1,85 m hoch, die Gesamthöhe beträgt 3,25 m. |
| Mi       | Historische Pumpe                                                  | Arkonaplatz Lage                                                                              | unbekannt | um 1890                                                  | Das Sandstein-Becken ist 2,50 m lang, 1,50 m breit und 80 cm hoch. Die gusseiserne Handschwengelpumpe ist ein restauriertes Original aus dem 19. Jahrhundert; sie ist 2,90 m hoch und spendet Trinkwasser. |
| Mi       | Historischer Brunnen (Trinkbrunnen) am Restaurant „Zum Paddenwirt“ | Eiergasse Lage                                                                                | unbekannt | 1987                                                     | Ein aus dunkelrosa Marmor bestehendes oktogonales Brunnenbecken (⌀ 1,40 m), das 95 cm hoch ist, steht auf einem ebenfalls achteckigen niedrigen Sockel aus Sandstein. Die Beckenaußenseiten sind mit Akanthus-Blättern verziert. An der Schauseite ist das Basrelief eines Wappens mit einem Greifvogel darüber zu finden. Der Kunstschmied Hans-Joachim Kunsch ergänzte den Brunnen mit schmiedeeisernen Verzierungen: einer Gitterabdeckung, einem Metallbogen und zwei kupfernen Wasserspendern. |
| Mi       | Historischer Brunnen auf dem Hausvogteiplatz                       | Hausvogteiplatz Lage                                                                          | Willnecker und Siegmann (Gesamtentwurf), Dietrich Starke (Blätterkrone), Firma Kraas (Guss der Blätterkrone)                                                                                  | 1890 neu gefertigt und eingeweiht: 20. Juni 2003         | Im Jahr 1890 wurde auf dem Hausvogteiplatz ein runder Schmuckbrunnen in Betrieb genommen. Nach der politischen Wende und den Sanierungen im Berliner Stadtzentrum wurden Reste des Brunnens bei archäologischen Grabungen wiederentdeckt. Die Stadtverwaltung ließ nach historischen Vorlagen den Brunnen neu anfertigen und weihte ihn auf dem früheren Standort 2003 feierlich ein. Das aus Elbsandstein und Beton geformte Rundbecken hat innen ein Durchmesser von 7,90 m, außen von 8,91 m. Aus einer bronzenen Blätterkrone in der Mitte des Beckens steigt eine Wasserfontäne bis zu vier Meter auf, sie wird von Ringfontänen umgeben, aus denen die Strahlen bis zu zwei Meter hoch steigen können. |
| Mi       | Indischer Brunnen und Engelbecken                                  | Luisenstädtischer Kanal, Michaelkirchplatz Lage                                               | Gerald Matzner, Firma Kraas | 1995                                                     | Achteckiges Becken mit ca. 5 m Durchmesser, innenliegend zwei abgetreppte ebenfalls achteckige Becken. Darauf steht eine fünfetagige Kaskadensäule, auf deren Spitze eine bronzene Tempeltänzerin sitzt. Die einzelnen Ablaufschalen sind seitlich mit Löwenköpfen verziert. Die Brunnenplastik ist insgesamt 2,20 m hoch. Das Becken aus Naturstein ist an seiner Innenseite mit Goldmosaik belegt. Im Sommer 2004 konnte im Engelbecken eine große Fontäne (Höhe der Wassersäule mehr als 8 m) in Betrieb genommen werden. Als der Senat einen Teil-Rückbau des Engelbeckens beschlossen hatte, wich die Fontäne zwei Reihen von je acht kleineren Fontänen in der ursprünglichen Form. |
| Mi       | Kleine Liebessäule                                                 | Dorothea-Schlegel-Platz / Georgenstraße Lage                                                  | Achim Kühn | 1981, 1983 aufgestellt 16. Juli 2004 neu eingeweiht      | Ein symbolisch aus getriebenem Kupfer gefertigter Phallus steht in einer ebenerdigen, leicht abgesenkten Wasserschale mit den Maßen 6 m × 6 m. Die Skulptur ist 2,50 m hoch, aus ihrem oberen Ende sowie aus weiteren zwei Ringen in der Mitte und im unteren Teil treten aus vergoldeten Düsen seitlich gleichmäßige Wasserstrahlen aus. Im Jahr 1999 wurde der Brunnen, der in einer kleinen Grünanlage in der Clara-Zetkin-Straße (inzwischen wieder in Dorotheenstraße zurückbenannt) stand, dort gestohlen. Nach der Neugestaltung des Umfelds zum Bahnhof Friedrichstraße trat die Baufirma Züblin als Sponsor auf und ließ nach alten Vorlagen in der Kühnschen Werkstatt eine Zweitskulptur anfertigen, die nun auf dem neuen Stadtplatz aufgestellt wurde. |
| Mi       | Markthallenbrunnen                                                 | Rosa-Luxemburg-Straße Lage                                                                    | Gerhard Thieme | 1973                                                     | Der Schmuckbrunnen mit einer Darstellung Alt-Berliner Figuren (Blumenfrau, Wurstmaxe, Gemüsefrau, Fischverkäuferin, Schneider und Bauer sowie ein kleiner Hund) befindet sich zwischen der ehemaligen Zentralmarkthalle und Stadtbahntrasse. Das Becken mit einem Durchmesser von 4,50 m und der Sockel sind aus Kunststein und Beton gearbeitet. Die Figurengruppe befindet sich auf einem Brunnenstock, dessen Fläche mit kleinteiligem Mosaik verziert ist. Das Wasser tröpfelt in sechs feinen Strahlen aus dem Boden der Figurengruppe. |
| Mi       | Mauerbrunnen, Wasseranlage von Girot, auch Versunkene Mauer        | Invalidenpark an der Invalidenstraße Ecke Scharnhorststraße Lage                              | Christophe Girot | 1997                                                     | Das wasserführende Becken ist 62 m lang und 50 Meter breit. Am Rand, parallel zum Verlauf der Invalidenstraße, ist aus Granit eine Mauer geformt, die auf einer Schmalseite etwa 7 m hoch ist, auf der entgegengesetzten Seite „versinkt“ sie im Wasser. Auf der Mauer verläuft ein Fußweg, der auf einer kleinen Aussichtsfläche endet. Das Wasser strömt stetig an der hoch aufragenden Schmalseite der Mauer herunter, die mit Schiefer verkleidet ist. |
| Mi       | Moderner Brunnen                                                   | Lustgarten Lage                                                                               | Hans Loidl | 2000                                                     | Fontänen in flacher Schale, deren Boden mit gebrochenen Streifen gestaltet ist. Eine Mitteldüse kann das Wasser bis zu 10 m hoch steigen lassen, darum herum gruppieren sich 20 Wirbeldüsen, die einen 3,50 m hohen und 2 m breiten dichten Wasserkegel über der Brunnenschale bilden. Der Durchmesser des Beckens beträgt 15 m, es ist 25 cm tief und besteht aus Muschelkalk. An gleicher Stelle befanden sich im 19. Jahrhundert bereits Fontänen. |
| Mi       | Molkenmarktbrunnen                                                 | Molkenmarkt / Grunerstraße, Vor dem alten Stadthaus Lage                                      | Berliner Wasserbetriebe | 1969 2004 erneuert                                       | Aus einem runden Springstrahler, der als Kupferkreis in je einem rechteckigen Becken aus Polyester und Beton (Abmessungen: 7 m × 5 m) eingearbeitet ist, steigen elektronisch gesteuerte Wasserstrahlen mit einer höheren Mittelfontäne auf. Insgesamt sind drei gleichartige Becken schachbrettartig in einer Wiesenfläche angeordnet, unterbrochen durch schmale Fußwege zwischen den Becken und den gleich großen Grünflächen. Die windabhängige Steuerung erfolgt mittels eines Windrads an der Spitze eines Fahnenmastes in der Nähe der Brunnenbeckens. |
| Mi       | Neptunbrunnen                                                      | Spandauer Straße, Freifläche Fernsehturm Lage                                                 | Reinhold Begas | 1891                                                     | Ehemaliger Schlossbrunnen, der anfangs auf der Südseite des Berliner Schlosses auf dem Schlossplatz stand. Das Auftragswerk des Berliner Magistrats, von Begas dem Vier-Flüsse-Brunnen von Bernini Rom nachempfunden, war ein Geschenk der Stadt an den Kaiser Wilhelm II. Bei der ursprünglichen Aufstellung schaute Neptun in das Schlafzimmer der Kaiserin, weshalb er gedreht wurde. Im Jahr 1969 erhielt er seinen aktuellen Standort in der Nähe des Roten Rathauses und wurde nach dem Bau des Berliner Fernsehturms in die umgebende Grünanlage integriert. Die Versetzung an seinen historischen Standort auf den Schlossplatz wird kontrovers diskutiert. Bassin: 18,00 m ⌀, Gesamthöhe des Brunnenaufbaus: zehn Meter, Höhe der bronzenen Frauenfiguren: zwei Meter; das Becken besteht aus rotem Granit. |
| Mi       | Pfauenbrunnen                                                      | Holzmarktstraße, gegenüber dem Bahnhof Jannowitzbrücke Lage                                   | Margit Schötschel-Gabriel | 1979                                                     | Das runde Becken (6,50 m ⌀) ist aus Beton, der 3,50 m hohe Brunnenstock ist aus Naturstein geformt, auf dem drei ineinander verschlungene Pfauenhähne aus Bronze stehen. Aus ihren Kopffedern sprühen feine Wasserstrahlen. weitere Bilder |
| Mi       | Plansche                                                           | Weydemeyerstraße Lage                                                                         | unbekannt | um 1960                                                  | Durch im Kreis angeordnete schräg stehende Düsen entstand eine Wasserkuppel mit einem größeren Durchmesser. Die Plansche ist seit 2013 abgesperrt, weil die Anlage marode ist. Die geplanten Rekoarbeiten verzögerten sich wegen fehlender Finanzierungsmöglichkeit stetig. Im Jahr 2016 sollte aber ein Umbau zu einem Wasserspielplatz erfolgen, den der Landschaftsarchitekt Wolf Ahner geplant hat. Die Entwürfe stießen bei den Anwohnern aus verschiedenen Gründen nur auf verhaltene Zustimmung. Anfang Juli 2017 berichtete das Regionalfernsehen, dass das Geld nun bereitgestellt wurde und in der 32. KW 2017 der Umbau fertig sei. Bis zum Oktober 2017 waren keinerlei Rekoarbeiten erfolgt, das Planschbecken ist inzwischen schon bewachsen. Lediglich ein mobiler Bauzaun sperrt das Areal (auf der rechten Seite des Bildes zu sehen). Im Sommer 2018 erfolgte tatsächlich ein kompletter Neuaufbau der Plansche, zusätzlich mit einer Edelstahl-Sprühdusche. |
| Mi       | Plansche am Nordbahnhof, Invalidenstraße                           | Invalidenstraße -Ecke Eichendorffstraße Lage                                                  | | um 1958, 2014 nach Abschluss von Bauarbeiten erneuert    | Die besonders für Kleinkinder gedachte Wasseranlage, in Verantwortung des Bezirksamtes Mitte, sprüht aus einigen aufstrebenden Edelstahlelementen (Pumpen, Strahlduschen oder große Fische) mittels einer Zeitschaltung, sie kann auch von den Nutzern selbst betätigt werden. Das sehr flache Becken hat eine raue Oberfläche. Zuvor befand sich an dieser Stelle ein einfaches blaues Planschbecken. |
| Mi       | Plansche im Volkspark Weinbergsweg                                 | Volkspark am Weinbergsweg Lage                                                                | unbekannt | unbekannt                                                | In und um ein flaches 10 m × 10 m großes Becken aus Beton lagern einfache geometrische Körper (Kugel, Quader, Kegel und Pyramide) aus Edelstahl, Granit, Kunststein und Beton. Sie sind bis 1,60 m hoch und können zum Klettern benutzt werden. Das Wasser läuft in ein über eine Ecke angeschlossenes gleich großes Becken mit kleinem Sitzrand ab. Die Anlage musste 2016 in Teilen erneuert werden. |
| Mi       | Romantischer Wandbrunnen                                           | Reinhardtstraße/Luisenstraße (Gelände der Charité)                                            | unbekannt | im 19. Jahrhundert                                       | An einer glatten Wand in der Nähe des Denkmals für Albrecht von Graefe ist ein kleines Ensemble aus rotgeflammtem Marmor installiert. Zum Auffangen des Wassers dient ein halbrundes Ausgussbecken, dessen oberer Rand gewellt ist. Über dem Becken befindet sich ein Basrelief mit einem schwebenden Putto, der einen Wasserkrug in den Händen hält. Daraus fließt stetig ein kleiner Wasserstrahl in das Becken. |
| Mi       | St. Wolfgang                                                       | St. Wolfgang-Straße Lage                                                                      | unbekannt | 2004                                                     | Hier handelt es sich um einen schmalen längeren künstlichen Wasserlauf auf ganzer Länge in der Mitte der Fußgängerzone. Er ist ganz flach, von Metallgitterplatten eingefasst und kann von Spaziergängern oder Touristen begangen werden. |
| Mi       | Schalenbrunnen im Monbijoupark                                     | Monbijoupark Ecke Oranienburger Straße Lage                                                   | Jasper Halfmann | 1995                                                     | Der ursprünglich für die Aufstellung im Garten des Prinzessinnenpalais’ vor dem Gebäude der Staatsoper geschaffene Brunnen ist ein auf der Spitze stehender Kegel aus Gusseisen mit einem Durchmesser von drei Metern und einer Höhe von etwas mehr als einem Meter. Mit der massiven Rekonstruktion des Opernhauses erhielt der interessante Brunnen im Frühjahr 2007 seinen neuen Platz im Monbijoupark. Bereits mit der erstmaligen Umgestaltung des Parks nach der Beseitigung der Kriegstrümmer entstand 1974 nach Entwürfen der Baukollektive H. Löffler, R. Schultz und E. Jaenisch eine Freizeitsportanlage mit einem Planschbecken. Diese Anlage wurde mit der kompletten Neugestaltung der Parkanlage Mitte der 1990er Jahre beseitigt. |
| Mi       | Spindlerbrunnen                                                    | Spittelmarkt Lage                                                                             | Walter Kyllmann, Adolf Heyden | 1892; seit 1981 wieder an historischer Stelle            | Becken: 10 m ⌀, obere Schale: 3 m ⌀, untere Schale: 4 m ⌀, Gesamthöhe des Brunnens: 6,50 m, Material: schwedischer roséfarbener Granit, zwischen 1927 und 1976 im Volkspark Köpenick aufgestellt gewesen. |
| Mi       | Trinkwasserbrunnen, Typ 1                                          | Leipziger Platz Lage                                                                          | Berliner Wasserbetriebe | 2018                                                     | Der gern genutzte Trinkbrunnen steht am Ostende des Leipziger Platzes an der Leipziger Straße. |
| Mi       | Überlaufstein oder Wasserfall                                      | Lustgarten/Ufermauer; Kupfergraben Lage                                                       | Karl Friedrich Schinkel Christian Daniel Rauch | 1828–29                                                  | Zu beiden Seiten eines aus einem 3 m hohen abgestuften Rundbogen herausragenden flachen Steins an der Flussmauer sind Delphinreliefs eingearbeitet. Sie nehmen das Motiv des Geländers der Schlossbrücke auf; Breite der Rundbögen: ca. 3,10 m, Höhe der Rundbögen: rund 1,50 m, diente anfangs als Über- bzw. Ablauf für die Lustgartenfontäne. Der Brunnen wurde 1997 gleichzeitig mit der Schlossbrücke und den anschließenden Uferabschnitten saniert. |
| Mi       | Wappenbrunnen, „Gründungsbrunnen“                                  | vor der Nikolaikirche Lage                                                                    | Günter Stahn (Brunnen), Gerhard Thieme (Bär und Reliefs), Hans-Joachim Kunsch (Bekrönung), Stefan Kuschel (Bronzeketten)                                                                      | 1987                                                     | Aus Anlass der 750-Jahr-Feier Berlins im Jahr 1987 ließ der Ost-Berliner Magistrat dieses Auftragswerk herstellen, das die Viergewerke von Berlin und Cölln symbolisiert (Fleischer, Bäcker, Schuster, Tuchmacher). Becken: Durchmesser 4 Meter, 1,70 m hoch, Gesamthöhe der Brunnenanlage: 6 m, Material: Becken und Säule sind aus Naturstein, Kuppel ist aus Schmiedeeisen weitere Bilder |
| Mi       | Wasserkaskaden am Fernsehturm                                      | Freifläche Fernsehturm Lage                                                                   | Gottfried Funek (Gartenarchitekt), Werner Stockmann (Wasserspiele) Die gesamte Freiflächengestaltung erfolgte nach Plänen von Walter Herzog (Leitung) und Heinz Aust mit einer Arbeitsgruppe. | 1. Mai 1972                                              | Jedes der acht Becken ist 21 m lang und 8,70 m breit; es besteht aus Beton mit einer Granitverkleidung. Rechts und links der Treppen zum Fernsehturm befinden sich in symmetrischer Anordnung jeweils vier lang gestreckte rechteckige Becken, in denen insgesamt 560 Düsen angeordnet sind. Zeitgesteuert erzeugen diese mehrstufige Wasserkaskaden in unterschiedlichen Höhen. Die Düsen verteilen sich wie folgt: 88 für die Wasserwand (11 je Becken), 56 für die Wassersäulen (7 je Becken), 256 für das Sprudelfeld (32 je Becken) und 160 für die Wasserbögen (20 je Becken). Zwischen 2005 und 2007 erfolgte eine Komplettsanierung sowohl der baulichen Anlage als auch der Wassersysteme. In der Dunkelheit werden die Wasserspiele von 296 Unterwasserscheinwerfern farbig angestrahlt. |
| Mi       | Zwei Historische Brunnen auf dem Pariser Platz                     | Pariser Platz Lage                                                                            | Dietrich Strake (Entwurf), Firma Kraas (Guss) | 1992                                                     | Die beiden Springbrunnenanlagen entstanden mit dem Wiederaufbau der Gebäude rund um das Brandenburger Tor nach der politischen Wende nach alten Vorlagen neu. Die Durchmesser der Naturstein-Becken betragen zehn Meter, die bronzenen Kronen aus Akanthusblättern haben einen Durchmesser von 2,30 m, in ihrer Mitte sind symmetrisch kleine Springfontänen angeordnet. |
| Mo       | Brunnen vor dem Bürocenter „Spree-Bogen“                           | Alt-Moabit 101 Lage                                                                           | Stephan Haan | 1997                                                     | In der Mittelachse des Bürogebäudes, das sich zur Spree hin öffnet, stehen zwei Brunnen des Landschaftsplaners Stephan Haan, die bei der Errichtung des Gebäudekomplexes entstanden. Der vordere Brunnen besteht aus poliertem Granit, auf dem sich auf den zur Mitte leicht ansteigenden Platten eine beleuchtete Granitkugel mit einem Durchmesser von 1,5 m befindet. Die Kugel bewegt sich durch den Wasserdruck leicht. Sie wird von einem Kreis kleiner Fontänen umgeben. Der weiter innen liegende Brunnen besteht aus einem ca. fünf Meter messenden runden Becken, in dem fünf unterschiedlich hohe Säulen aus Glastellern stehen, über die das Wasser in das Becken rinnt. |
| Mo       | Fünf Brunnen im Kleinen Tiergarten                                 | Kleiner Tiergarten Lage                                                                       | Willi Alverdes, Hans Nimmann | 1955, bis 1960                                           | Folgende Anlagen bilden das Brunnenensemble: ein langgestrecktes rechteckiges Wasserbecken (19 m lang, 1,65 m breit) aus Beton mit neun gleichmäßig eingelassenen Springstrahlern; ein Rundbecken aus Beton (4 m ⌀) mit einer Mittelfontäne; ein weiteres rechteckiges Betonbecken (5,20 m lang, 9,45 m breit) mit einer Mittelfontäne; ein Zwei-Schalenbrunnen, bei dem zwei verklinkerte rund gemauerte Brunnenbecken (2,50 m ⌀) je ein Eternitbecken auf einem Metallgestell beherbergen, alle Schalen sind mit Sprudelfontänen ausgerüstet; ein Drei-Schalenbrunnen – ähnlich dem vorher genannten aus Eternit und auf Metallgestellen – die jedoch unterschiedlich hohe Füße haben und nebeneinander stehen. Als gemeinsame Grundfläche dient ein Kleinpflasterareal. Das Ensemble ist Teil eines Senkgartens im Park. Auf der Internetseite der Senatsverwaltung heißt es zu den fünf Brunnen im Kleinen Tiergarten: „Alle fünf Brunnen wurden dauerhaft entfernt. (Stand: 2008)“ |
| Mo       | Historische Pumpen                                                 | Alt-Moabit, Wiclefstraße, Wilhelmshavener Straße, Lübecker Straße                             | | um 1892                                                  | Im Ortsteil Moabit gibt es mehrere historische Wasserpumpen, so z. B. in Alt-Moabit gegenüber dem Spreebogen (1978 renoviert), vor der Wiclefstraße 1, vor Wilhelmshavener Straße 22 und in der Lübecker Straße. |
| Mo       | Paech-Brunnen                                                      | Stephanstraße 38–43 im Stephankiez Lage                                                       | Brigitte Haake-Stamm | 1980 seit 2010 hinter dem Moa-Bogen, vor dem Bürstenhaus | Der Brotfabrikant Paech ließ auf seinem Fabrikgelände einen Schmuckbrunnen aufstellen Das runde Betonbecken (4,50 m ⌀) ist in das Erdreich eingelassen. In Beckenmitte gibt es einen runden (1,60 m ⌀) Sockel. Darauf befinden sich zwei nackte Frauenfiguren mit Kind und einer Katze, daneben erhebt sich eine 2,40 m hohe gedrehte Bronzesäule in Form eines abstrakten Baumes. An dem Baum sind Brote und Brezeln drapiert, eine Frau hält auf ihren Knien einen Brotteller, das Kind spielt mit Brötchen. Am Brunnen findet sich auf einem Bronzeschild das Zitat: „Brot – ein Segen der Erde“ und die Jahreszahl 1980. Das Wasser strömt aus den beiden oberen Ästen des Schraubenbaumes und aus Fischköpfen, die seitlich aus dem Sockel herausragen, in das Becken. Zwischen April 2004 und Herbst 2010 war der Brunnen abgebaut, weil auf der Fläche neue Gewerbebauten errichtet wurden. |
| Mo       | Springbrunnen – Natursteinanlage                                   | Waldstraße / Waldenserstraße Lage                                                             | unbekannt | 1983                                                     | Ein achteckiges Becken mit einem Innendurchmesser von rund 2,50 m aus hellgrauem Granit wird ringförmig von einer unterbrochenen Bank aus gleichem Material mit einer Sitzlehne umgeben. Aus der Mitte des Beckens sprudelt eine Fontäne etwa 60 cm hoch. |
| Tg       | Ammonitenbrunnen                                                   | Olof-Palme-Platz, Budapester Straße vor dem Aquarium Lage                                     | Volker Bartsch | 1987                                                     | Ein schneckenförmiges flaches Becken aus Granit ist mit lose aufgeschüttetem Schieferbruch ausgefüllt. Auf den Schieferstücken sind mehrere Ammoniten platziert, aus Bronze nachgeformt. Der Brunnen in der Nähe des Elefantentores vom Zoo entstand aus einem Wettbewerb zur Vorbereitung der 750-Jahr-Feier Berlins. Fünf in den Aufschüttungen verborgene Düsen benetzen den kleinen Hügel stetig. |
| Tg       | Balloon Flower Abstrakte Metallfigur                               | Marlene-Dietrich-Platz Lage                                                                   | Jeff Koons | 1999                                                     | In einem flachen unregelmäßig geformten Wasserbecken steht eine aus Edelstahl und blauem Metall geformte Skulptur auf Metallstreben, sie stellt eine Blume dar. |
| Tg       | Brunnenanlage – Forum am Kanzleramt                                | Willy-Brandt-Straße, Otto-von-Bismarck-Allee / Paul-Löbe-Allee Lage                           | Cordnelia Müller, Jan Wehberg | 2003                                                     | Eine großflächig gestaltete Fontänenanlage mit sechs einzeln regelbaren Wasserwandgruppen, die aus je zwei bis drei Wasserwänden bestehen, bildet das Schmuckelement. Die Strahlhöhe der zahlreichen Edelstahl-Düsen kann durch Programmierung über einen Monitor und zusätzlich durch Auswertung der Messergebnisse eines Regensensors gesteuert werden. Die gesamte Anlage erstreckt sich über 100 m und ist etwa 55 m breit, die Fontänen können maximal 1,70 m hoch steigen. Die Bodenplatten bestehen aus Granit. |
| Tg       | Brunnenschale im Rosengarten                                       | Großer Tiergarten Lage                                                                        | unbekannt | 1969                                                     | Ein quadratischer Sockel mit einer hoch gelagerten runden Schale (1,30 m ⌀) bildet das Hauptelement dieses Springbrunnens. Er ruht auf einem runden zweistufigen Postament von 2,60 m ⌀. Postament, Säule und Schale sind aus rotem Marmor gearbeitet. Der Wasserablauf erfolgt über ein vertieftes Pflasterareal. Die Arbeiten zum Erhalt der kleinen Schmuckanlage sind sowohl vom Bezirksgrünflächenamt als auch durch eine private Spende ermöglicht worden. |
| Tg       | Brunnenstele auf dem DIN-Platz                                     | DIN-Platz Lage                                                                                | Alexander Gonda | 1966                                                     | Die ca. 6 m hohe Stele steht auf einem kreisförmigen Hügel, auf dem zentrische Wellenlinien verlaufen. Das Wasser wird zum Rand zu einem Abfluss geführt. Der Platz wird durch einen lange Sitzreihe zur Burggrafenstraße abgeschirmt. |
| Tg       | Drei Kunststeinbecken                                              | Lützowplatz Lage                                                                              | Eberhard Fink | 1968                                                     | Jedes der drei nebeneinander in die Wiesenfläche eingelassene Becken ist 4 m × 4 m groß und mit Waschbeton verkleidet. Im Zentrum eines jeden Beckens wurde eine Sprudelfontäne installiert, die entsprechend der Windstärke bis zu vier Meter hoch schießen kann. |
| Tg       | Froschbrunnen                                                      | Englischer Garten Lage                                                                        | Gerald Matzner (Brunnenschalen) | 1995                                                     | Parallel im Rasen befinden sich je drei Rundbecken (1,80 m ⌀), in denen Figuren aus Ton eingearbeitet sind. In den ebenfalls aus Ton bestehenden Becken ruhen entweder Tiere (zweimal Frösche, Insekten, Eidechsen) oder zweimal Bienenkörbe auf je einem niedrigen 50 cm hohen Hügelchen. Aus ihnen steigt je eine kleine Sprudelfontäne auf. Die Motive sind perfekt dem umgebenden schmückenden Garten angepasst. |
| Tg       | Lessingdenkmal                                                     | Großer Tiergarten, Lennéstraße Lage                                                           | Otto Lessing, Wilhelm Rettig | 4. Okt. 1890                                             | Das am Rand des Tiergartens aufgestellte Denkmal (im Bild links) wurde 1890 feierlich eingeweiht, nachdem der Bildhauer es bis zur Fertigstellung mehrfach umgestalten und zusätzlich als Brunnen ausstatten musste. Als Unterbau eines hohen Denkmals für den Dichter dienen zwei gerundete Brunnenbecken mit einer vorgelagerten allegorischen Bronzefigur („Genius der Humanität“). Die Wasserbecken ruhen auf Stützen mit stilisierter Wasserdarstellung. Als Wasserspeier dienen zwei in das Postament eingearbeitete Delphinköpfe. (Die Wasserspeier und der Anschluss sind derzeit [Stand: 2016] nicht mehr funktionsfähig, wie das untere Bild zeigt.) In der Mitte erhebt sich ein 4 m hohes rotes Granitpostament, auf welchem die aus weißem Marmor geschlagene Standfigur des Dichters Gotthold Ephraim Lessing posiert. Die Anlage ist mit einem schmiedeeisernen Gitter eingefasst. |
| Tg       | Pferdetränke                                                       | Magdeburger Platz Lage                                                                        | unbekannt | um 1980                                                  | Das rechteckige Granitbecken (Länge 1,50 m, Breite 0,90 m, Höhe 0,50 m) ist eine historische Pferdetränke, wie sie zum Ende des 19. Jahrhunderts häufig an Berlins Straßen zu finden war. Dieses Exemplar wurde in den 1980er Jahren auf dem Magdeburger Platz aufgestellt, jedoch durch Vermüllung und Vandalismus schnell unansehnlich. Der Senat stellte Sondermittel bereit und fand mit der Firma SE-Immobilien einen Partner, der die Sauber- und Instandhaltung der Tränke übernommen hat. |
| Tg       | Phönix                                                             | Inge-Beisheim-Platz Lage                                                                      | Gidon Graetz | 2003                                                     | Auf dem Inge-Beisheim-Platz im Zentrum des Beisheim-Centers steht der 2004 errichtete Brunnen mit der Skulptur Phönix des israelischen Künstlers Gidon Graetz. Die rund 5 m hohe Skulptur aus Edelstahl ist ein Geschenk der Otto-Beisheim-Stiftung an die Stadt Berlin. Mit ihrem Namen erinnert sie an die Entstehung des neuen Potsdamer Platzes, der wie „Phoenix aus der Asche“ auferstanden ist. |
| TG       | mehrere Brunnen                                                    | Tiergartenstraße 33/34, auf dem Gelände der Botschaft des Königreichs Saudi-Arabien in Berlin | | 2008                                                     | Auf der Internetseite der ausführenden Architekten findet sich diese Beschreibung: „Eine durchgehende Glasfassade umschließt den gesamten Bau. Die Rotunde der Gebäudefront erhält zudem eine dekorative Sichtschutzfassade aus Edelstahl mit filigranen Zierelementen. Die Außenanlagen sind mit reichhaltiger Begrünung künstlerisch gestaltet. In den Wasseroberflächen der verschiedenartig angelegten Brunnen wird sich die Gebäudearchitektur widerspiegeln.“ |
| Tg       | Schwebender Brunnen im Sony Center                                 | Potsdamer Platz Lage                                                                          | Helmut Jahn | 2000                                                     | Im Hof des Sony-Centers wurde ein rund 15 m messender kreisrunder Brunnen angelegt, der teilweise frei über dem Kellergeschoss schwebt. In der Brunnenmitte ist eine kleine Fontäne, die in unterschiedlichen Farben empor steigt. Der Brunnen kann als Werbefläche genutzt werden. |
| Tg       | Spiegelteich                                                       | Kongresshalle Lage                                                                            | Hugh A. Stubbins, Hans Migge und Willy Alverdes | 1956                                                     | Vor der Kongresshalle befindet sich ein 60 m × 90 m großes Wasserbecken („Spiegelteich“) mit Springbrunnen, darin ist seit 1987 eine Bronzeplastik von Henry Moore aufgestellt: Large Divided Oval: Butterfly. Ein mit Zierpflanzen gesäumter Betonsteg und eine Freitreppe führen über den Teich zum früheren Haupteingang auf der Dachterrasse. Im östlichen Beckenteil sind zehn Düsen angebracht, die einen Springbrunnen bilden. |
| Tg       | Tritonbrunnen                                                      | Großer Tiergarten, Großfürstenplatz Lage                                                      | Joseph von Kopf und Harald Haacke | 1888; 1987 restauriert                                   | In einem Becken aus Sandstein (4 m ⌀) befindet sich ein Rundkegel-Stumpf, der aus verschiedenen großen Naturbruchsteinen geformt wurde und etwa 80 cm hoch ist. Auf der oberen Kegelfläche ist ein Steinkranz geformt, auf dem eine Tritonenfigur kniet, die einen großen Fisch senkrecht in den Händen hält. Aus dem Maul des Fisches steigt eine hohe Fontäne auf. Steinkranz und Figuren wurden zusammenhängend aus Marmor gearbeitet. Im Steinkranz sind symbolhaft die vier (ehemals deutschen) Flüsse Weichsel, Oder, Elbe und Rhein modelliert. |
| We       | Fontänenfeld am Leopoldplatz                                       | Leopoldplatz Lage                                                                             | | 2013                                                     | Ursprünglich gab es auf dem Platz eine Springbrunnenanlage (siehe hier), die wegen zunehmendem Vandalismus im Jahr 2013 vom Bezirksamt abgebaut wurde. An ihrer Stelle befindet sich seitdem direkt an der Platzseite vor der Alten Nazarethkirche ein flaches Fontänenfeld. |
| We       | Historische Pumpe                                                  | Bristolstraße Ecke Oxforderstraße Lage                                                        | unbekannt | nach 1930 aufgestellt                                    | Eine weitere „Plumpe“ steht in der Bristolstraße. Diese gusseiserne Handpumpe, mit Ornamenten und Tierdarstellungen reich verziert, stammt aus dem Jahr 1921 und ist denkmalgeschützt. |
| We       | Historische Pumpen                                                 | Malplaquetstraße, Utrechter Straße und Liebenwalder Straße Lage                               | Otto Stahn | um 1892                                                  | Wedding verfügt noch über zwei „Lauchhammer-Pumpen“, beide in derselben Straße aufgestellt und denkmalgeschützt sind. |
| We       | Plansche im Goethepark                                             | zwischen Dohnagestell und Transvaalstraße gelegen. Lage                                       | unbekannt | unbekannt                                                | Die Wasserspielanlage ist Bestandteil eines größeren Spielplatzareals. |
| We       | Plansche im Schillerpark                                           | Dubliner / Bristolstraße Lage                                                                 | | 2012                                                     | Das Bezirksamt hat in dieser großen und gut besuchten Grünanlage eine frühere einfache Kinderplansche als Wasserspielplatz wieder in Betrieb genommen. |
| We       | Trinkwasserbrunnen, Typ 1                                          | Sparrplatz Lage                                                                               | Berliner Wasserbetriebe | 2014                                                     | Der gern genutzte Trinkbrunnen steht auf dem Sparrplatz gegenüber der Einmündung der Burgsdorfstraße. |
| We       | Rathenaubrunnen                                                    | Volkspark Rehberge Lage                                                                       | Georg Kolbe Harald Haacke (1987) | 1930, 1987 komplett neu angefertigt und eingeweiht       | Die Gebrüder Walter und Emil Rathenau, Gründer der Firma AEG, erhielten mit dem auf Anregung des früheren Berliner Oberbürgermeisters Gustav Böß durch Georg Kolbe angefertigten Brunnen ein monumentales Denkmal. Die spiralige Form des bronzenen Brunnenkörpers symbolisiert ein wichtiges Teil einer Turbine. Mit der Machtübernahme der Nationalsozialisten fielen die Rathenaus, weil sie Juden waren, in Ungnade, der Brunnen wurde abgebaut. Schließlich wurde er 1940 für die Anfertigung des neuen Schillerdenkmals (ein Abguss der Statue am Gendarmenmarkt von Reinhold Begas) im Schillerpark umgeschmolzen. Die Vorbereitung auf die 750-Jahr-Feier Berlins führte zur Erinnerung an die Leistungen der AEG-Gründer und so veranlasste der West-Berliner Senat einen Neuguss des Werkes. Das bronzene Brunnenbecken hat einen Durchmesser von 6 m, die ebenfalls aus Bronze bestehende Spirale ist 4 m hoch. Beiderseits des Treppenaufgangs zum erhöht aufgestellten Becken sind Portraitreliefs von Emil und Walter Rathenau eingearbeitet. Das Wasser floss von oben herab. Die Senatsverwaltung teilt auf ihrer Internetseite mit: „Da die Sanierung des Rathenaubrunnens wegen zahlreicher Undichtigkeiten und Mängel an der Substanz zu kostspielig wird, muss die Anlage voraussichtlich auf Dauer still gelegt [sic!] werden.“ (Stand: Juli 2017) |
| We       | Seelöwenbrunnen                                                    | Augustenburger Platz 1, Mittelpromenade des Virchow-Klinikums Lage                            | Georg Wrba, im Auftrag von Ludwig Hoffmann, Architekt des Krankenhaus-Baus | um 1900                                                  | In einem kreisrunden ebenerdigen Granitbecken steht ein rotes Steinpostament. Darauf ist eine Bronzegruppe platziert, die einen nackten Jungen auf einem Seelöwen reitend darstellt. Außerdem hält der Junge einen Fisch in die Höhe, aus dessen Maul ein Wasserstrahl herausläuft. Zu Füßen des großen Tieres schauen zwei kleine (Weibchen oder Junge) neugierig nach oben. Aus dem oberen Segment des Steinpostaments strömen symmetrisch vier starke Strahlen seitwärts in das Bassin. |
| We       | Tanz auf dem Vulkan                                                | Nettelbeckplatz Lage                                                                          | Ludmila Seefried-Matějková, Michael Hennemann und Gartenbauamt Wedding | 1988                                                     | Der Brunnen ist das Ergebnis eines Kunstwettbewerbs aus dem Jahr 1987. Maße: Becken außen rund 9 m ⌀, Figuren lebensgroß, Höhe des aus rotem Granit geschlagenen Vulkanbergs rund 2 m, das Becken besteht aus rotem und grauem Granit, die Figuren sind aus Bronze. In Anlehnung an den Namen der Anlage tritt das Wasser aus der Mitte des Kegels in unregelmäßigen Abständen nach oben aus. |
| We       | Widderkopfbrunnen                                                  | Augustenburger Platz Lage                                                                     | unbekannt | unbekannt                                                | Auf dem Brunnenhof vor dem Deutschen Herzzentrum lagert auf einer niedrigen Säule ein kleines rundes Wasserbecken mit einem Brunnenstock in der Mitte, auf dem ein ovales Ei ruht. Die genannten Teile sind aus Travertin gearbeitet. Als Bauchbinde trägt das Ei einen Bronzering, um den herum vier bronzene Widderköpfe symmetrisch angebracht sind. Aus ihren herabhängenden Mäulern strömte einmal das Wasser in das Becken. Die beiden identischen Brunnen sind nicht in Betrieb. |

## Die Trinkbrunnen der Wasserbetriebe

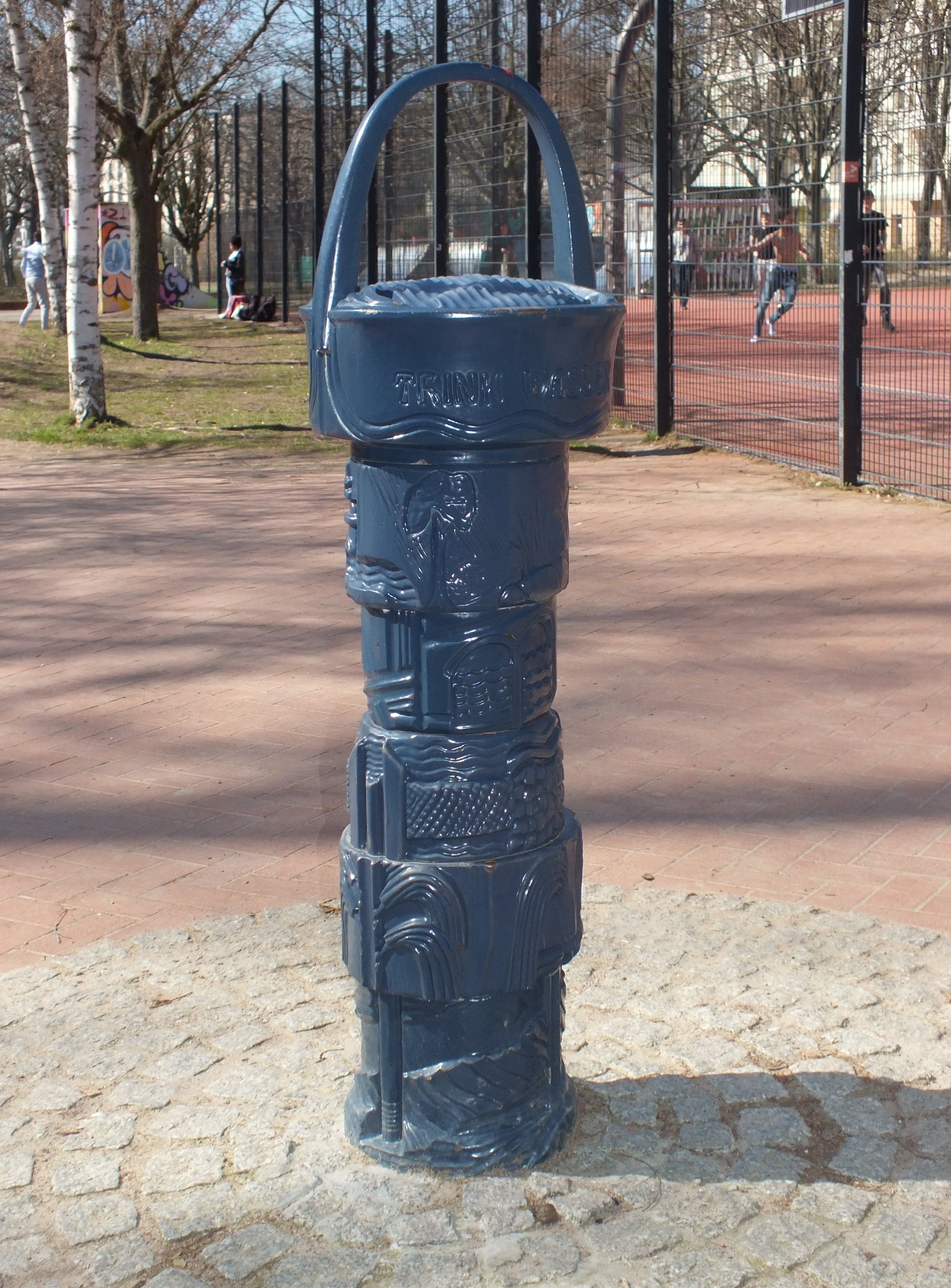
Doppeldeutige Aufschrift „Trink Wasser“
Brunnen im Volkspark Friedrichshain, Trinkbrunnen Typ 1

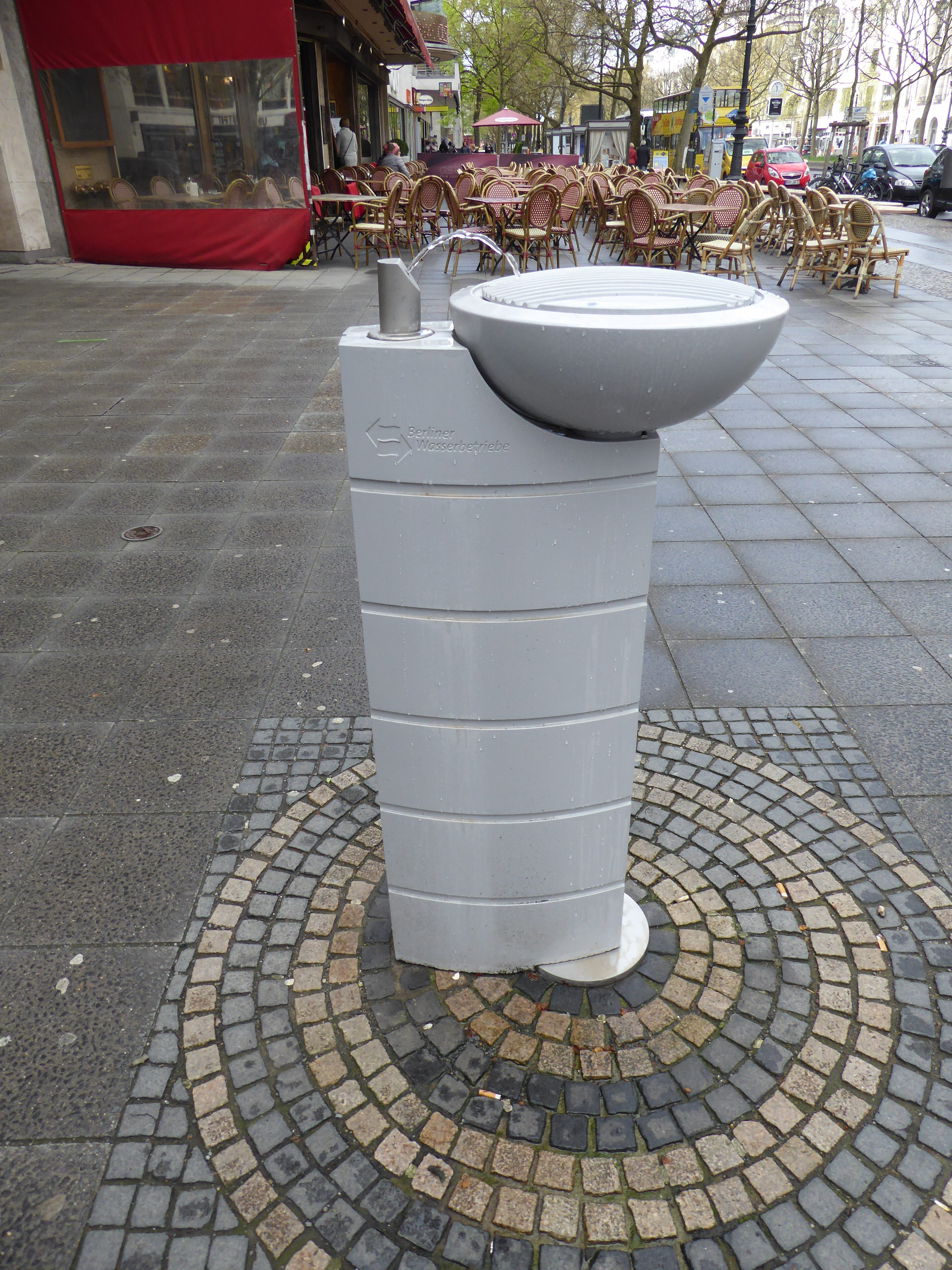
Charlottenburg Kurfürstendamm 225 Trinkbrunnen Typ 2

Der städtische Versorger, die Berliner Wasserbetriebe, hat zwei Arten von Trinkbrunnen entwickelt und diese im gesamten Berliner Stadtgebiet auf öffentlichen Plätzen, bevorzugt an stark frequentierten Stellen, aufgestellt. Ende 2016 zeigte eine Karte 32 Aufstellorte. Die kostenlose und berührungslose Erfrischung direkt aus der Wasserleitung wird von Spaziergängern, Einkaufenden und Touristen gern genutzt. Im Ablaufbereich finden sogar Hunde eine Erquickung. Die auf den Straßen und Plätzen installierten Brunnen werden wegen der Frostgefahr nur zwischen Mai und Oktober betrieben.
Typ 1: Die kleinen aus Bronze gegossenen ein Meter hohen Säulen mit etwa 40 Zentimeter Durchmesser zeigen in ihrem unteren Teil fünf übereinander angeordnete Reliefs zu Themen der Berliner Stadtgeschichte. Die Entwürfe stammen vom Designer Siegfried Kaiser, erste Modelle entstanden im Jahr 1985. Die Wasserschale ist wie ein abgestelltes Körbchen geformt und mit einem Gitter bedeckt. Aus einer Messingkugel an der Seite steigt permanent ein kleiner Wasserstrahl auf. Durch technische Maßnahmen im Inneren der Säule wird beste Trinkwasserqualität garantiert.
Typ 2: Die aus Aluminium gegossenen und 1,05 m hohen Säulen sind durch Quermarkierungen optisch in fünf gleich hohe Segmente untergliedert und besitzen einen leicht ovalen Querschnitt, der Entwurf stammt vom Berliner Designer Marcus Botsch. An einer Seite des oberen Randes ist eine flache Schale mit 50 Zentimeter ⌀ eingearbeitet, aus deren Mitte ebenfalls stetig ein feiner Wasserstrahl aufsteigt. Dieser Typ, auch als Berliner Trinkbrunnen bezeichnet, besitzt keine Ornamente, wirkt aber äußerst elegant und eignet sich auch für die Aufstellung in Innenbereichen größerer Unternehmen.

## Nicht mehr vorhandene Brunnenanlagen
– vorsortiert nach den Ortsteilen –
| Ortsteil | Name des Brunnens                                                                               | Standort (Straße, Platz) und Lage                                  | Entwurf                                             | Baujahr                                   | Bild und weitere Details |
| -------- | ----------------------------------------------------------------------------------------------- | ------------------------------------------------------------------ | --------------------------------------------------- | ----------------------------------------- | --- |
| Gb       | Behmscher Brunnen                                                                               | Luisenhaus, Badstraße Lage                                         | Heinrich Wilhelm Behm mit Dr. Schaarschmidt         | 1760                                      | Der erste Brunnen im Keller, wenig geschmückt, erhielt von einem späteren Besitzer ein schön gefasstes Brunnenhaus (unteres Bild). Doch aufgrund des rasanten Bevölkerungswachstums in Berlin wurden gegen Ende des 19. Jahrhunderts dringend benötigte Wohngebäude und Vergnügungseinrichtungen auf der Parzelle gebaut. Durch den Bau der Kanalisation wurde die Quelle beschädigt und versiegte. |
| Mi       | Acht wasserspeiende Tiere                                                                       | Koppenplatz                                                        | Bildhauer Wenzner                                   | 1929                                      | Der Stadtplatz erhielt nach seiner 1927 erfolgten Umgestaltung durch Erwin Barth einen Schmuckbrunnen mit acht aus Bronze gegossenen Tieren. |
| Mi       | Drei Mädchen und ein Knabe                                                                      | Karl-Liebknecht-Straße am Spreeufer vor dem ehemaligen Palasthotel | Wilfried Fitzenreiter                               | 1988                                      | Der achteckige Brunnen stand auf einem Postament mit einem Durchmesser von 14,50 m, in dem ein Sockel mit einer versetzten Platte eingelassen ist. Darauf waren vier lebensgroße Aktfiguren aus Bronze gruppiert, drei Mädchen und ein Junge. An den Seiten des Sockels traten acht Wasserstrahlen aus. Mit dem Abriss des Hotels wurde der Brunnen abgebaut. Die Figuren befinden sich seit 2007 nahe der ursprünglichen Stelle auf der Mauer des Spreeufers. |
| Mi       | dreistufiger Schmuckbrunnen                                                                     | am Rosenthaler Tor, Weinbergsweg                                   | unbekannt                                           | um 1810                                   | Der dreietagige Ablaufbrunnen stand vor dem Wohnhaus der Familie Wollank am Weinbergsweg 15. Aus einem runden Becken auf Bodenniveau erhob sich eine schlanke Säule, auf der flache Schmuckschalen angebracht waren. Der Brunnen stand im Zentrum eines kleinen Rundbeetes vor dem Hauptportal der Villa. Im Zweiten Weltkrieg wurden das Gebäudeensemble und die umgebende Anlage vollständig zerstört. Auf der Fläche entstand 1954–1956 der Volkspark am Weinbergsweg. |
| Mi       | Dreifachfontäne                                                                                 | Unter den Linden, vor dem Prinzessinnenpalais Lage                 | R. Rühle                                            | Apr. 1964                                 | In einem von Blumenbeeten umgebenen viereckigen Wasserbecken erheben sich drei Fontänen. Die bauliche Anlage entstand 1962–1964 nach Plänen des Architekten Richard Paulick neu, nachdem das Palais und die benachbarten Gebäude am Ende des Zweiten Weltkriegs zerstört worden waren. |
| Mi       | Hohe Fontäne                                                                                    | Alexanderplatz                                                     | unbekannt                                           | um 1905                                   | Der Rand des großen Stadtplatzes wurde ab Mitte des 19. Jahrhunderts mit Geschäftshäusern bebaut, darunter entstand auch das Kaufhaus Tietz. Auf einer großen Freifläche vor dem Gebäude befand sich eine Grünanlage mit einer Fontäne in einem ovalen Metallbecken, rundherum bepflanzt mit bunten Sommerblumen und halbrunden Beeten. In der Draufsicht bildete die Wasseroase eine Blume, in deren Zentrum sich die Fontäne erhob. Als nach Plänen des Stadtbaurats Martin Wagner im Jahr 1928 die größte Fläche des Platzes zu einem Kreisverkehr umgestaltet wurde, verschwand die Schmuckanlage und wurde auch später nicht wieder angelegt. |
| Mi       | Lindencorso                                                                                     | Friedrichstraße Ecke Unter den Linden Lage                         | unbekannt                                           | 1967                                      | Vor dem ehemaligen Gaststätten- und Bürogebäude wurde bei dessen Errichtung direkt an der Straßenecke eine kleine Grünanlage mit Springbrunnen angelegt. Es handelte sich um ein flaches steinernes Becken mit je einer Fontäne in den Ecken. Nach der politischen Wende verkaufte der Magistrat die gesamte Baufläche an einen Investor, der das Gebäude und die Grünanlage entfernen und an dieser Stelle ein neues Geschäftshaus errichten ließ. |
| Mi       | Brunnen vor dem Preußischen Herrenhaus                                                          | Leipziger Straße 3                                                 |                                                     |                                           | Der Schmuckbrunnen aus Sandstein, von sechs speienden Löwenköpfen halbkreisförmig umgeben, aus dem frühen 19. Jahrhundert wurde im Jahr 1905 außer Betrieb genommen. Der Sandstein war spröde geworden und zuerst hatten Maurer noch versucht, eine Ausbesserung vorzunehmen. Der Brunnen stand auf der kleinen Wiesenfläche vor dem Haupteingang (siehe Bild). |
| Mi       | Mosaikbrunnen                                                                                   | vor der Nationalgalerie                                            | unbekannt                                           |                                           | Unmittelbar vor der doppelläufigen Freitreppe der Alten Nationalgalerie gab es ein als Mosaikspringbrunnen bezeichnetes Wasserkunstwerk. In zwei aneinander gefügten eckigen und runden Becken erhob sich eine ausladende Wasserfontäne, das runde Becken davor war mit Mosaiksteinchen gestaltet. vermutlich am Ende des ZWK zerstört. |
| Mi       | Neorenaissance- Brunnen                                                                         | Köllnischer Park Lage                                              | unbekannt                                           | um 1860                                   | Der an der Rückseite des Märkischen Museums aufgestellte Brunnen mit einem Becken von drei Meter Durchmesser stand ursprünglich im Garten eines Privatiers in Hirschgarten bei Berlin. Der Brunnenstock ist drei Meter hoch und trägt im oberen Segment zwei kleinere Halbschalen. Nach Einschätzung von Bauexperten ist die Terrakotta-Arbeit in Form und Stil der italienischen Hochrenaissance (um 1875) nachempfunden. Der Künstler ist nicht überliefert. Der Brunnen ist verkleidet und nicht mehr in Betrieb. |
| Mi       | Planschbecken                                                                                   | Arkonaplatz                                                        | Georg Hengstenberg                                  | 1928                                      | Für das Planschbecken wurden vier Kindergruppen aus Bronze gefertigt. Wann es samt der Figuren entfernt wurde, ist (noch) nicht bekannt. |
| Mi       | Brunnenlichthof (Schmuckbrunnen) und Wandbrunnen im Onyxsaal und Schmuckbrunnen im Sommergarten | im Lichthof des Warenhauses Wertheim Leipziger Straße              | Alfred Messel (Architekt des Warenhauses)           | um 1900                                   | Der ehemals im Zentrum des Lichthofs platzierte zweietagige Schmuckbrunnen verschwand mit der Zerstörung des Gebäudes im Zweiten Weltkrieg. Der Brunnen im Sommergarten wurde einem historischen Tiefbrunnen nachempfunden. Anstelle der Wasserschöpfeinrichtung war eine Steinkugel platziert, aus der nach den Seiten Wasserstrahlen herausströmten. Das sechseckige Brunnenbecken war mit einem offenen aus Ornamenten gebildeten Dach überwölbt, das auf Säulen ruhte. Auf den Säulenbalken standen Putten. |
| Mi       | Tröpfelbrunnen                                                                                  | Rathausstraße                                                      | Gerhard Thieme                                      | 1972                                      | Der Brunnen befand sich in einem Innenhof der Rathauspassagen. Er bestand aus einer Schale von 1,50 m Durchmesser mit einem Brunnenstock in der Mitte. Dessen Abschluss bildete eine kleinere Scheibe, auf der drei 80 cm hohe Berliner Typen dargestellt waren: ein Bierkutscher mit Bierfass, ein Herr mit Regenschirm und eine Putzfrau mit Scheuerlappen. Bei der Sanierung und teilweisen Rekonstruktion der Rathauspassagen wurde der Brunnen abgebaut. |
| Mi       | Schiller-Denkmal mit Brunnencharakter                                                           | Gendarmenmarkt Lage                                                | Reinhold Begas                                      | 1871, 1988 neu aufgestellt                | Im Jahr 1936 wurde das Denkmal, das 1871 direkt vor dem Aufgang zum Schauspielhaus aufgestellt worden war, abgebaut, um den Gendarmenmarkt zu einem Aufmarschplatz umzugestalten. Das Kunstwerk war zwar als Denkmal konzipiert, besaß jedoch unterhalb der Statue ein Postament, aus dem an vier Seiten Löwenmasken Wasser in das rundherumgezogene Becken spien. Ende des Zweiten Weltkriegs war der historische Platz in Alt-Berlin weitestgehend zerstört samt seinen umgebenden Bauten. Erst 1988 nach der Wiederherstellung des Platzes bekam das Denkmal seinen jetzigen Standort neben dem Hauptaufgang zum Schauspielhaus. Dabei wurde der Brunnencharakter nicht wieder berücksichtigt, das heißt, er ist dauerhaft außer Funktion. Auf dem Rand der runden Brunnenschale sitzen vier allegorische Frauenfiguren, die die Lyrik, Dramatik, Philosophie und Geschichte symbolisieren. Eine Einfriedung aus Schmiedeeisen auf Bodenniveau schützt die Anlage. |
| Mi       | Wandbrunnen                                                                                     | Rosenthaler Straße Ecke Gormannstraße                              | Cuno von Uechtritz-Steinkirch                       | um 1895                                   | bronzener Wandbrunnen Das Haus mit dem Brunnen ist höchstwahrscheinlich zum Ende des ZWK zerstört und dann enttrümmert worden. An der genannten Kreuzung findet sich kein Brunnen. |
| Mi       | Zwei Springbrunnen ersetzten einen Löwenbrunnen                                                 | Dönhoffplatz                                                       | unbekannt                                           | um 1889                                   | Der Schmuckplatz, erstmals 1734 angelegt, bekam im Laufe der Jahre stetige Ergänzungen oder wurde umgebaut. Bereits 1852 befand sich eine Brunnenskulptur auf dem Stadtplatz, gestiftet von einer englischen Wassergesellschaft. Ein aus Zink gegossener gelb angestrichener Löwe symbolisierte das Herkunftsland der Wassergesellschaft. Dieser Brunnen wurde 1875 entfernt. Mit der gartenmäßigen Neugestaltung gegen Ende des 19. Jahrhunderts kamen entlang der Leipziger Straße zwei kreisrunde Springbrunnen links und rechts des Denkmals für Freiherr vom Stein hinzu. Nach den großen Kriegszerstörungen existierte der Platz lange Zeit nicht mehr. Die letzten Umbauarbeiten erfolgten in den 1990er Jahren, Brunnen wurden nicht mehr installiert. |
| Mi       | Zwei Springbrunnen                                                                              | Gendarmenmarkt                                                     | Städtisches Gartenamt                               | 1895–1936                                 | Der Berliner Magistrat beschloss im Jahr 1894, dass „als Abschluss zu der ganzen Anlage [des Schillerplatzes und des Schillerdenkmals] zwei Springbrunnen errichtet werden“. Basis war ein entsprechendes Projekt vom Stadtgartenamt mit folgenden Details: „Die beiden Springbrunnen sollen auf den nach der Markgrafenstraße zu belegenen Enden der zu beiden Seiten des Schiller-Denkmals befindlichen Rasenflächen errichtet werden, ihre Gestalt ist der Architektur des Königlichen Schauspielhauses möglichst anzupassen.“ Gewählt wurden zwei einfache kreisrunde Becken („ähnlich denen auf dem Alexanderplatz“) mit Durchmessern von zehn Meter und einer Beckentiefe von 1,35 m, wie gewöhnlich mit Asphalt abgedeckt. Der Wasserverbrauch würde etwa 25 m³ pro Stunde betragen. Für den Zu- und Ablauf musste ein Anschluss an die Städtische Wasserversorgung vorgenommen werden, unter anderem waren neue Rohre zu verlegen und bei vorhandenen die Rohrdurchmesser zu vergrößern. Der Bau erfolgte ab dem zeitigen Frühjahr 1895 und so konnten die Fontänen noch im gleichen Jahr angeschaltet werden. Für alle Arbeiten zusammen entstanden Kosten von rund 28.000 Mark, die der Magistrat bestätigte. Der Einwand des Vorstehers der Stadtverordnetenversammlung Dr. Langerhans, „ob es sich nicht empfiehlt, einen kunstvollen Brunnen zu errichten“ wurde nicht weiter verfolgt. Als die Grünanlagen auf dem Gendarmenmarkt einer Plattenverlegung weichen mussten, verschwanden auch die darin eingelassen gewesenen Springbrunnen. |
| Mi       | Zwei Wasserfontänen                                                                             | Lustgarten                                                         | Johann Heinrich Strack (Platz)                      | 1871                                      | Die um 1830 angelegte Fläche des Lustgartens, ursprünglich Bestandteil der Schlossanlage, geht auf Entwürfe von Karl Friedrich Schinkel zurück. Als 1869 für die Aufstellung eines Denkmal-Monuments für den preußischen König Friedrich Wilhelm III. Platz geschaffen wurde, gestaltete Strack die Grünfläche um und fügte unter anderem symmetrisch in die Rasenflächen zwei Wasserfontänen in niedrigen Rundbecken hinzu. Bis zur Umgestaltung des Lustgartens in der NS-Zeit befanden sich in der Grünanlage zwischen Schloss und dem Alten Museum zwei Fontänen in je einem kreisrunden Stein gefassten Becken. Dieser Brunnen verschwand nach dem Ende des Zweiten Weltkriegs. In einer Reminiszenz an die Schinkelsche Anlage des Lustgartens ließ die Bezirksverwaltung im Jahr 2000 den Modernen Brunnen errichten. |
| Mo       | große Fontäne                                                                                   | im ehemaligen ULAP-Park                                            | unbekannt                                           |                                           | Auf einer historischen Postkarte ist eine große Fontäne in einem niedrigen Rundbecken zu sehen. Da der gesamte Park nach Beendigung der namensgebenden Ausstellung schrittweise umgestaltet, verkleinert, zweckentfremdet genutzt oder in Teilen im ZWK zerstört wurde, verschwand auch die mehrstrahlige Springbrunnenanlage. Allerdings erfolgte im 21. Jahrhundert im Zusammenhang mit der Neugestaltung der Umgebung des Hauptbahnhofs eine Wiederanlage des Parks, ein Springbrunnen wurde jedoch nicht installiert. |
| Mo       | Zwei Brunnen                                                                                    | Kleiner Tiergarten                                                 | Willy Alverdes, Hans Nimmann                        | 1960, 2008 abgebaut                       | In einem L-förmigen Becken aus Beton (9,50 m und 9 m lang; 2,50 m und 4 m breit) befand sich eine Fontäne. Der zweite Brunnen war eine einzelne Eternitschale auf einem dreibeinigen Metallgestell mit Wasseraustrittsdüse inmitten eines kleinen Geröllbeetes. Beide Brunnen sind nicht mehr in Betrieb. |
| Tg       | Die Nymphe (Beim Bade überraschte Nymphe), Teil der Calandrellianlage                           | nahe der ehemaligen Von-der Heydt-Brücke                           | Alexander Calandrelli                               | 1885                                      | Der Bildhauer Calandrelli hatte den Nymphenbrunnen für den Garten der Villa der Familie van der Heydt zunächst aus Marmor gearbeitet, später erfolgte ein Nachguss der Figur aus Bronze, die 1897 auf dem Van-der-Heydt-Platz aufgestellt wurde. Die Brunnenanlage wurde später demontiert, die Marmorfigur befindet sich als Exponat im Ephraimpalais. |
| Tg       | Herkulesbrunnen                                                                                 | am Lützowplatz                                                     | Ludwig Hoffmann, Bildhauer Otto Lessing             | 11. Okt. 1903                             | Im Zentrum des Lützowplatzes stand der dreietagige Herkulesbrunnen, dessen Rundbecken mit einigen Ausschwüngen mehr als 20 m im Durchmesser maß, die unterste Schale hatte einen Radius von sieben Metern, die oberste Schale noch rund zwei Meter. Zwischen den Schalen tummelten sich etliche Figuren, die Spitze des insgesamt 14,60 m hohen Brunnens krönte ein bronzener Herkules. Das Wasser lief aus der obersten Schale, die außen Ornamente trug, auf die darunter befindliche Ebene, dreieckig geformt und mit phantasievollen Engelsfiguren, Säulendetails und wasserspeienden Fischköpfen gestaltet. Am Fuße des Brunnenstocks waren übermannsgroße Figuren zu sehen, die im Becken mit oder gegen das herabströmende Wasser arbeiteten. Dieser Brunnen entstand auf das Wirken der städtischen Kunstdeputation hin, denn zuvor diente die freie Fläche als Lagerplatz für Holz- und Kohle. Hermann Mächtig hatte ihn bis 1900 nach seinen Plänen in einen Schmuckplatz umgestalten lassen, auf dessen Nordseite dann in der Achse der Herkulesbrücke der monumentale Brunnen aufgestellt wurde. Zum Ende des Zweiten Weltkriegs bombardierten die Alliierten die Berliner Innenstadt, wobei auch der Schmuckbrunnen zerstört wurde. Bei Umgestaltungen des Platzes in den 1960er Jahren ließ das Bezirksamt die 1937 gegossene Bronzedarstellung Herkules und der erymanthische Eber (Künstler Louis Tuaillon) etwa an der Stelle des früheren Brunnens aufstellen.                                                                         |
| Tg       | Hubertusbrunnen                                                                                 | Am Großen Stern                                                    | Cuno von Uechtritz-Steinkirch und weitere Bildhauer | 1904                                      | Der Brunnen stellte Jagdszenen mit röhrendem Hirsch und weiteren Wildtieren dar. Die vier Jagdgruppen entstanden in den Ateliers der Bildhauer Fritz Schaper (Altgermanische Büffeljagd), Karl Begas (Eberjagd der Renaissancezeit (um 1500)), Max Baumbach (Hasenhatz zur Rokokozeit) und Wilhelm Haverkamp (Fuchsjagd zur Kaiserzeit). Mit der Umsetzung der Siegessäule auf die Mitte des Großen Sterns im Jahr 1938 wurde der Brunnen abgerissen. Die Figurengruppen erhielten als Skulpturen neue Standplätze im Großen Tiergarten. |
| Tg       | Rolandbrunnen                                                                                   | Kemperplatz                                                        | Otto Lessing                                        | 25. Aug. 1902                             | Der Künstler fertigte das Werk im Auftrag und auf Kosten Kaiser Wilhelms II., es sollte als Abschluss der „Herrschergalerie“ in der Siegesallee dienen. Der Brunnen bestand aus rotem schwedischem Granit und war sieben Meter hoch. Auf einer quadratischen Sockel befand sich ein symbolisches Dachreiter m neogotischen Stil, unter dessen Dach Handwerkerfiguren zu sehen waren. Auf dem Dachfirst stand ein Roland, gearbeitet aus hellerem norwegischem Granit. Das achteckige hohe Brunnenbecken trug außen einen Fries, an den Ecken standen Fialen. Der Brunnenrand und die Ziertürmchen waren mit spitzen Dächern aus grün emailliertem Eisen versehen. Der Brunnen stand auf einem fünfstufigen Treppenpodest und wurde von einer mit Hecken abgegrenzten Fläche umgeben, er bildete einen Kreisverkehr. Das Brunnenwasser strömte aus je zwei Wasserspeiern des Figurenpodestes in ausgerundete steinerne Schalen, eine an jeder Seite. Hier stiegen kleine feine Wasserstrahlen noch einmal in die Höhe. Zuvor stand an derselben Stelle der Wrangelbrunnen, nun im Ortsteil Berlin-Kreuzberg zu finden. Im Zusammenhang mit den Wahnsinnsplänen zur „Welthauptstadt Germania“ sollte der Rolandbrunnen abgebaut werden, wozu es aber nicht mehr kam. Dagegen fiel er den Kämpfen und Bombenabwürfen am Ende des Zweiten Weltkriegs zum Opfer. Die Stadtverwaltung ließ die Reste des Brunnens bei den Enttrümmerungsarbeiten 1947/1948 beseitigen und die sich kreuzenden Bellevue-, Tiergarten- und Viktoriastraßen hindurchlegen.        |
| Tg       | Sprea und ihre Kinder                                                                           | Tiergartenstraße/Regentenstraße                                    | August Vogel                                        | 1898 bis 1900                             | Der Künstler stellte den Fluss Spree als Frauenkopf dar, unter ihr sind zwei Kinderköpfe modelliert, die zwei ihrer „Kinder“ (Zuflüsse) symbolisieren. Aus ihren aufgerissenen Mündern lief Wasser in das auf Straßenniveau angeordnete halbrunde Sandsteinbecken. Das überlebensgroße Sandstein-Relief im Jugendstil direkt an der Ecke eines Gebäudes ist nicht mehr erhalten. |
| Tg       | St. Georg-Brunnen                                                                               | Potsdamer Straße 24, im Löwenhof des Hauses Alt-Bayern             | Architekt Wilhelm Walther                           | 1904 seit 1980 in Charlottenburg          | In einem rund 1,50 m hohen achteckigen und außen ornamental verzierten Wasserbecken befand sich ein zweites steinernes Becken, stufenförmig zurückgesetzt. Darin erhob sich ein Postament, auf welchem eine bronzene Statue des Heiligen Georg innerhalb eines von vier roten Säulen getragenen Tempelchens stand. Die Ecken des Postaments waren mit steinernen Tritonen geschmückt, die Wasser-speiende Fische in den Armen hielten. Der Bayernhof wurde am Ende des Zweiten Weltkriegs zusammen mit allen anderen Bauten um den Potsdamer Platz zerstört, die Skulptur wurde gestohlen. Im Jahr 1973 ließ der Senat die Reste beseitigen, die Brunnenteile blieben weitestgehend erhalten und wurden nach Restaurierung und dem Nachguss der Statue im Jahr 1980 auf dem Charlottenburger Hindemith-Platz neu aufgestellt. |
| Tg       | Springbrunnen                                                                                   | vor dem Krollschen Etablissement                                   | unbekannt                                           | 19. Jahrhundert, 1957 endgültig beseitigt | Eine mehrstrahlige gefächerte Fontäne strömte aus der Mitte eines vierpassförmigen niedrigen Brunnenbeckens. |
| Tg       | vier Fontänen                                                                                   | ehemaliger Königsplatz                                             | unbekannt                                           | vor 1900                                  | Als im Jahr 1901 vor dem Reichstagsgebäude das Denkmal für Fürst Bismarck aufgestellt werden sollte, ließ die Stadtverwaltung die Grünanlagen und das Rondell um die Siegessäule neu gestalten (die später auf den Großen Stern versetzt wurde). Der Platz erhielt ein Mosaikpflaster, die umgebenden Straßen wurden erneuert, neue Laternen aufgestellt und unter anderem auch eine epochale Springbrunnenanlage in Sichtweite der großen Freitreppe installiert. Ein mit Platten belegter Weg teilte die aus zwei Halbbecken bestehende Wasserschmuckeinrichtung, als Mittelpunkt wurde schließlich das Bismarck-Denkmal aufgestellt. Mit der Umgestaltung auf Grundlage des Plans zur Welthauptstadt Germania verschwanden die Springbrunnen in den 1930er Jahren. |
| Tg       | Wandbrunnen                                                                                     | an einem ehemaligen Wohnhaus in der Regentenstraße                 | Carl Ferdinand Busse                                | vor 1868                                  | „Fast die gesamte Seitenansicht des vornehmen dreigeschossigen Hauses, vorn mit Treppe eine erhöhte Terrasse des Erdgeschosses, aus der ein Springbrunnen läuft.“ (aus der textlichen Beschreibung der Lithografie). |